# Krustrattkaktus
Krustrattkaktus (Eriosyce crispa) är en art inom trattkaktussläktet och familjen kaktusväxter, som har sin naturliga utbredning i Chile.

## Beskrivning
Krustrattkaktus är en klotformad, tillplattat klotformad eller kort cylindrisk kaktus som blir 2 till 10 centimeter i diameter. Den är uppdelad i 12 till 16 vårtindelade åsar som blir 0,3 till 1 centimeter höga. Längs åsarna sitter uppåtböjda, ibland borstlika, bruna till svarta taggar. Den har 1 till 5 centraltaggar som blir från 2 till 8 centimeter långa. Och 6 till 10 radiärtaggar som blir från 1,5 till 5 centimeter långa. Blommorna blir 3,5 till 5 centimeter långa och samma i diameter. De är vita med rödaktiga mittlinjer på kronbladen. Frukten är rödaktig när den är mogen. 

## Underarter
Krustrattkaktus (E. crispa ssp. crispa)

Grundarten blir 5 till 7 centimeter i diameter och är uppdelad i 13 till 16 åsar. Dessa åsar blir cirka 1 centimeter höga. Taggarna består av 2 till 4 centraltaggar som blir 4 till 8 centimeter höga. Runt dessa sitter 6 till 10 radiärtaggar som blir 2 till 5 centimeter höga.
Liten krustrattkaktus (E. crispa ssp. totoralensis) (F.Ritter) Katt. 2001

Den något mindre underarten blir från 2 till 4 centimeter i diameter och är uppdelad i 12 till 14 åsar. Dessa blir från 3 till 5 millimeter höga. Taggarna består av 0 eller 3 centraltaggar som blir från 2 till 3 centimeter långa. Det finns även 6 till 8 radiärtaggar som blir från 1,5 till 3 centimeter långa. Denna underart kan återfinnas i Totoral Bajo.

## Synonymer
- Pyrrhocactus crispus F.Ritter 1959
- Horridocactus crispus (F.Ritter) Backeb. 1962
- Neoporteria crispa (F.Ritter) Donald & G.D.Rowley 1966
- Neochilenia nigriscoparia Backeb. 1962, ogiltigt publicerad
- Pyrrhocactus totoralensis F.Ritter 1961
- Neochilenia totoralensis (F.Ritter) Backeberg 1963
- Neoporteria totoralensis (F.Ritter) Donald & G.D.Rowley 1966
- Eriosyce crispa var. totoralensis (F.Ritter) Katt. 1994